# Yeovil Town Football Club 2014-2015
Questa voce raccoglie le informazioni riguardanti lo Yeovil Town Football Club nelle competizioni ufficiali della stagione 2014-2015.

## Maglie e sponsor
| Casa | Trasferta |

## Rosa
| N. |                        | Ruolo | Calciatore          |
| -- | ---------------------- | ----- | ------------------- |
| 1  | Inghilterra (bandiera) | P     | Chris Weale         |
| 2  | Irlanda (bandiera)     | D     | Brendan Moloney     |
| 3  | Inghilterra (bandiera) | D     | Nathan Smith        |
| 4  | Inghilterra (bandiera) | D     | Joe Edwards         |
| 5  | Inghilterra (bandiera) | D     | Aarón Martín        |
| 6  | Rep. Ceca (bandiera)   | D     | Jakub Sokolik       |
| 7  | Irlanda (bandiera)     | C     | Kevin Dawson        |
| 8  | Irlanda (bandiera)     | C     | James Berrett       |
| 9  | Inghilterra (bandiera) | A     | James Edward Hayter |
| 10 | Inghilterra (bandiera) | A     | Ajay Leitch-Smith   |
| 11 | Irlanda (bandiera)     | C     | Sam Foley           |
| 12 | Polonia (bandiera)     | P     | Artur Krysiak       |

| N. |                        | Ruolo | Calciatore     |
| -- | ---------------------- | ----- | -------------- |
| 13 | Inghilterra (bandiera) | A     | Kieffer Moore  |
| 15 | Ghana (bandiera)       | D     | Seth Twumasi   |
| 16 | Inghilterra (bandiera) | D     | Nathan Ralph   |
| 17 | Inghilterra (bandiera) | C     | Joel Grant     |
| 18 | Inghilterra (bandiera) | D     | Jordan Clarke  |
| 19 | Inghilterra (bandiera) | D     | Liam Davies    |
| 20 | Inghilterra (bandiera) | D     | Ben Nugent     |
| 21 | Inghilterra (bandiera) | D     | Calvin Brooks  |
| 22 | Inghilterra (bandiera) | P     | Gareth Stewart |
| 23 | Inghilterra (bandiera) | C     | Simon Gillett  |
| 25 | Inghilterra (bandiera) | A     | Jordy Hiwula   |

## Risultati

### Football League One
| Arbitro: | Collins |

|                        |           |  |
| Martin 35’ Kedwell 55’ | Marcatori |  |

| Arbitro: | Breakspear |

|                  |           |  |
| Elliott 57’, 59’ | Marcatori |  |

| Arbitro: | Darren Handley |

|                                    |           |            |
| Pope 18’, 29’ Lines 46’ Daniel 90’ | Marcatori | 86’ Martin |

| Arbitro: | Attwell |

|              |           |                 |
| Petrasso 63’ | Marcatori | 84’, 88’ Clarke |

| Arbitro: | Deadman |

|  |           |                             |
|  | Marcatori | 5’ Huntington 90’ Gallagher |

| Arbitro: | Malone |

|  |           |                                |
|  | Marcatori | 34’ Dagnall 62’ Lisbie 85’ Cox |

| Arbitro: | Sarginson |

|                  |           |            |
| Ebanks-Blake 76’ | Marcatori | 45+2’ Ugwu |

| Arbitro: | Miller |

|                           |           |            |
| Ugwu 66’ Leitch-Smith 72’ | Marcatori | 27’ McLeod |

| Arbitro: | Hooper |

|                              |           |                        |
| Ugwu 21’ Morgan 90+4’ (rig.) | Marcatori | 49’ Marquis 87’ Norris |

| Arbitro: | D'Urso |

|                                  |           |  |
| Dagnall 2’ Hedges 7’ McAnuff 59’ | Marcatori |  |

| Arbitro: | Scott |

|          |           |                    |
| Ugwu 80’ | Marcatori | 13’ Pope 82’ Brown |